# القتل العمد في القانون العماني
القتل العمد القانون العماني يعد من جرائم الواقعة التي تمس حياة الإنسان وسلامته والمقصود بجريمة القتل هي «الاعتداء على حق الغير في الحياة بفعل يؤدي إلى وفاته، ويكون القتل عمداً في حالة كان الركن المعنوي فيه قد أتخذ صورة القصد الجنائي» كما يعرف على أنه «إزهاق روح الإنسان تعمداً» وتكمن العلة في تجريم القتل العمد في أن فعل القتل هو اعتداء على حق الإنسان في الحياة، فضلاً عن حرمة إزهاق النفس في القرآن الكريم وأن التشريعات قد وجدت لصون الحياة وحفظ حقوق الإنسان، فضلاً عن أن جريمة القتل لها أثار نفسية واجتماعية بلغية الجسامة مما يجعل المشرع متشدداً في العقاب على جريمة القتل وجعلها بوصف الجناية. 

## أركان الجريمة

### الركن المفترض: محل الجريمة
جريمة القتل بطبيعتها هي إعتداء على حق الإنسان في الحياة، وكنتيجة لهذا فإنه لا يمكن أن تكون هناك جريمة قتل عمدية على غير الإنسان الحي، لذلك لا نكون أمام جريمة قتل عمدي إذا كان محل الاعتداء حيوان، ويعد إنساناً لتطبيق أحكام القانون كل مولود نزل حياً من بطن أمه حيث يخرج من ذلك الجنين قبل الولادة حيث يدخل ازهاق روح الجنين في بطن الأم ضمن جريمة الإجهاض، وتنتهي حياة الإنسان بوفاتة وذلك عندما تتوقف أجهزته الحيوية عن العمل توقفاً تاماً.

### الركن المادي: فعل القتل مع النتيجة والعلاقة السببية بينهما
الركن المادي في جريمة القتل يتكون من ثلاثة عناصر أساسية يجب توفرها ليكون الركن المادي كاملاً وهذه العناصر هي: 

#### فعل القتل
فعل القتل هو كل فعل يلجأ له الجاني لإزهاق روح المجني عليه، وتتطلب جريمة القتل لتحقق الركن المادي فيها صدور فعل من الجاني من شأنه أن يحدث النتيجة التي يعاقب عليها القانون وقد يتخذ فعل القتل صورتين أساسيتين وهما:
الفعل الإيجابي وهو الحركة الجسمانية التي يستعمل فيها الجاني أعضاء جسده أو وسيلة من الوسائل المساعدة للقتل لإحداث النتيجة الجرمية، وتتعدد وسائل القتل فقد تكون ذات طبيعة مادية كالعصا والمسدس والحبل والسكين أو تكون هذه الوسيلة معنوية والتي تترك أثراً نفسياً على المجني عليه وتسبب إزهاق روحه.
الفعل السلبي وهو امتناع من يكون عليه التزام قانوني أو شخصي يوجب التدخل لحماية الغير بحيث يمتنع الشخص عن تقديم الواجب بقصد إحداث النتيجة الجرمية

#### النتيجة الجرمية
النتيجة الجرمية في جريمة القتل تتمثل في وفاة المجني عليه كمدلول مادي لجريمة القتل، أما المدلول القانوني للنتيجة الجرمية في جريمة القتل تتمثل بشكل أساسي في الاعتداء على حق المجني عليه في الحياة، ويمكن أن تتحقق النتيجة الجرمية في ذات اللحظة التي يتم ارتكاب فيها فعل القتل أو يمكن أن تتحقق بعد فترة من الزمن على شرط قيام شرط العلاقة السببية بين الفعل والنتيجة الجرمية 

#### العلاقة السببية بين الفعل والنتيجة
لقد حدد قانون الجزاء في سلطنة عُمان على معيار السببية في الجرائم فقد نص القانون على أنه «لا يسأل شخص عن جريمة ما لم تكن نتيجة لسلوكه الإجرامي، ويسأل عنها ولو كان قد أسهم مع سلوكه الإجرامي في إحداثها سبب آخر سابق أو معاصر أو لاحق، متى ما كان هذا السبب متوقعاً أو محتملاً وفقاً للسير العادي للأمور، أما إذا كان ذلك السبب وحده كافياً لإحداث نتيجة الجريمة، فلا يسأل الفاعل في هذه الحالة إلا عن الفعل الذي ارتكبه» ومعنى هذا النص أنه في حال ما إذا تدخلت أسباب أخرى مع الفعل الجرمي أدى لتحقق النتيجة يكون الجاني هو مسؤول عن تلك النتيجة بشرط أن يكون السبب متوقع الحدوث في الظروف العادية. 

### الركن المعنوي: القصد الجنائي
«القصد الجنائي هو توجيه الفاعل لإرادته نحو تحقيق النتيجة المجرمة التي يقرر القانون من أجلها عقوبة، وهو ركن أساسي متطلب في جميع الجرائم العمدية» ، وقد يقصد به كذلك «انصراف إرادة الجاني إلى ارتكاب الجريمة مع توافر العلم بأركان التي يتطلبها القانون»  وعليه فإن القصد الجنائي يقوم على عنصريين هما العلم بالأركان التي يقوم عليها الكيان القانوني للجريمة والعناصر التي يتضمنها كل ركن، والإرادة التي تتجه إلى فعل الاعتداء على الحياة وإلى تحقيق النتيجة وهي إزهاق روح المجني عليه. 
لذلك يرى الفقهاء أن القصد الجنائي في هذه الجريمة هو القصد الجنائي الذي يقوم على عنصري الإرادة والعلم، حيث جيب أن يعلم الجاني بجميع الوقائع والظروف التي أحاطت بارتكاب الجريمة حيث يقتضي علمه بأنه يوجه فعل الاعتداء لإنسان حي وأن هذا الفعل يشكل خطورة على حياة المجني عليه وأن من شأنه إحداث الوفاة، كما جب توفر عنصر الإرادة الذي يهدف من خلاله الجاني لإماته الشخص ولا بد أن تكون إرادة الجاني حرة فإذا لم تكن حرة كما لو ارتكب القتل نتيجة إكراه أو تحت تأثير التنويم المغناطيسي أو النوم فإن الإرادة الحرة هنا تنتفي وينتفي معها ركن المسؤولية المعنوي لذلك يخفف المشرع العقاب على من ارتكب هذه الجريمة بناء على إرادة مقيدة كالإكراه والاضطرار.

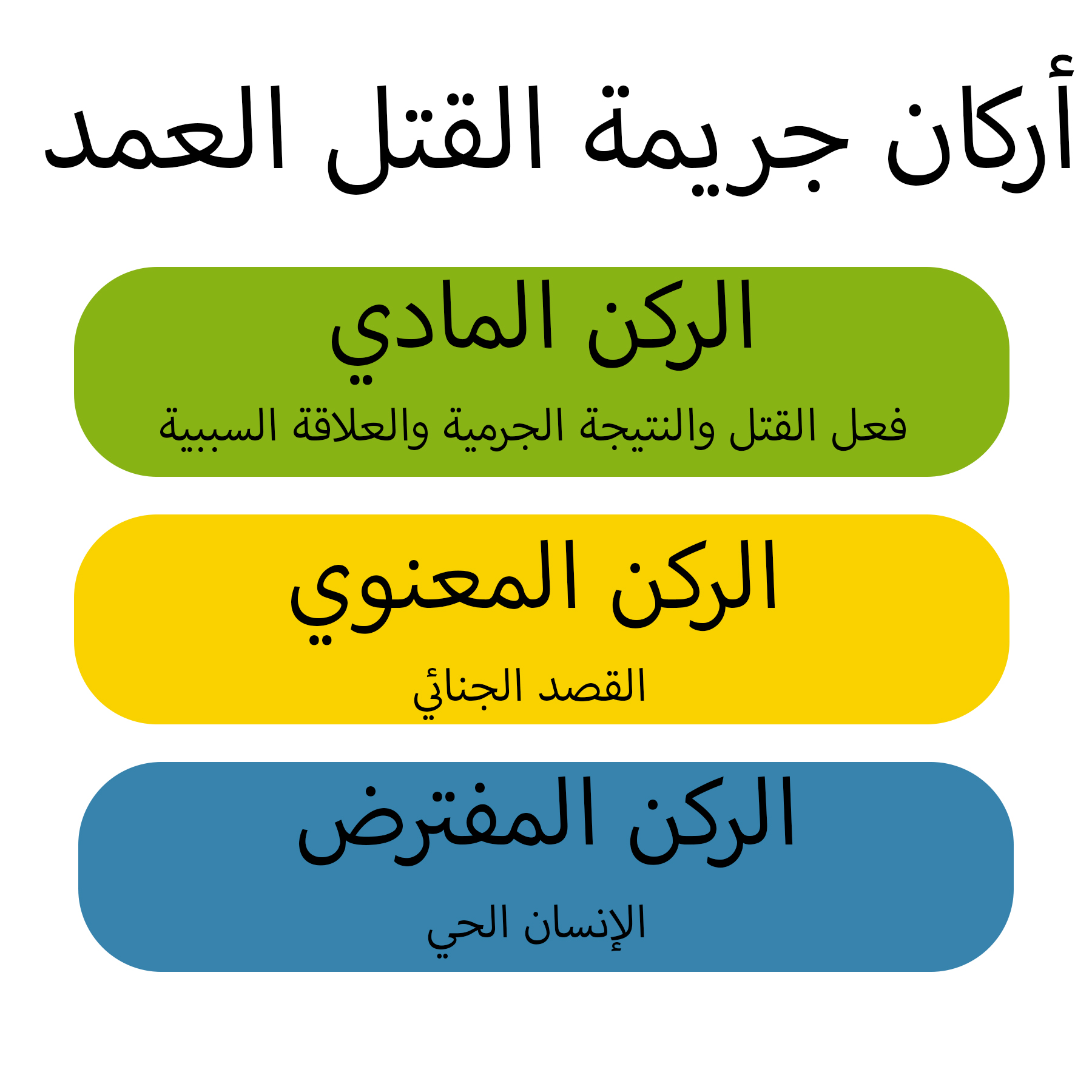
أركان جريمة القتل العمد وفقاً لقانون الجزاء في سلطنة عمان

## عقوبة الجريمة

### العقوبة الفعلية
نصت المادة (301)من قانون الجزاء على أنه «يعاقب بالسجن المطلق كل من قتل إنسانا عمدا، ويعد إنسانا لتطبيق أحكام هذا القانون كل مولود نزل حيا من بطن أمه. ويعاقب من قتل مضطرا أو مكرها وفقا لما نصت عليه المادة (51) من هذا القانون بالسجن مدة لا تقل عن سنة، ولا تزيد على (3) ثلاث سنوات.»

### الظروف المشددة[6]
العقوبة المشددة هي الإعدام إذا ما توافرت الظروف المشددة لجريمة القتل العمد وهي: 
- سبق الإصرار أو الترصد.
- إذا وقع القتل على أحد أصول الجاني كالأب والأم والجد والجدة.
- إذا وقع القتل باستعمال التعذيب أو مادة سامة أو متفجرة.
- إذا كان القتل تمهيدا لجناية أو جنحة أو مقترنا أو مرتبطا بهما.
- إذا وقع القتل على موظف عام في أثناء أو بسبب أو بمناسبة تأدية وظيفته.
- لسبب دنيء.
- على (٢) شخصين أو أكثر.

### عفو ولي الدم
بحسب قانون الجزاء فإنه «تستبدل بعقوبة الإعدام عقوبة السجن المطلق أو السجن مدة لا تقل عن (5) خمس سنوات، ولا تزيد على (15) خمس عشرة سنة إذا عفا ولي الدم أو قبل الدية في أي مرحلة من مراحل الدعوى أو قبل تمام التنفيذ.» 

### القتل العمد بدافع الشفقة
«يعاقب بالسجن مدة لا تقل عن (3) ثلاث سنوات، ولا تزيد على (10) عشر سنوات كل من قتل شخصا عمدا بدافع الشفقة، وبإلحاح من المجني عليه.»

## ملحوظات
1. ↑  يجب أن يكون الفاعل في جريمة القتل غير المجني عليه ، فإذا كان الفاعل هو ذاته المجني عليه فإننا نكون أمام حالة الإنتحار وهي حالة غير معاقب عليها في القانون العماني إلا أن المساهمة في الإنتحار تعد جريمة
2. ↑  لم يشترط القانون ولم يحدد أداة جريمة معينة.
3. ↑  مثال أن يقوم شخص كالطبيب الملتزم بتقديم عناية لمريض بالامتناع عن تقديم هذه العناية الطبية بقصد إزهاق روح المجني عليه.

## وصلات خارجية
- نص قانون الجزاء في سلطنة عمان